# Eddie Chambers
Eddie Chambers, est un boxeur poids lourds américain né le 29 mars 1982 à Pittsburgh en Pennsylvanie.

## Carrière
Il entame sa carrière professionnelle à la fin de l'année 2000. Après 18 victoires consécutives, il bat en juin 2004 par KO technique au premier round l'expérimenté John Sargent, qui l'année précédente avait été l'adversaire de Shannon Briggs pour le titre mineur IBU (International Boxing Union).
En septembre 2005, il remporte le titre IBU des lourds en battant aux points Robert Hawkins par décision unanime des juges. L'année suivante, il bat l'ancien prétendant au titre IBF Ed Mahone par KO technique à la 4e reprise. Le 2 novembre 2007, il combat Calvin Brock dans le tournoi éliminatoire pour le titre IBF et remporte le match de justesse par décision partagée. Mais il échoue lors de son match suivant contre Aleksandr Povetkin qui lui inflige à cette occasion sa première défaite (aux points par décision unanime).
Après cinq victoires consécutives, dont une contre l'ancien champion du monde WBC Samuel Peter et contre le challenger Alexander Dimitrenko , il affronte le champion du monde WBO Wladimir Klitschko mais il est mis KO dans les derniers instants du 12e round.
Il ne combat qu'à une reprise en 2011, pour une victoire par décision unanime contre Derric Rossy. Le 16 juin 2012, il est opposé à Tomasz Adamek. Chambers n'a jamais combattu aussi léger, faisant tout juste le poids nécessaire pour la catégorie des lourds. Il est battu par décision unanime des juges, étant de surcroît handicapé par une blessure au bras gauche.
Le 3 août 2013, Chambers fait son retour, en catégorie des lourds-légers. Partant favori, il est battu par décision unanime des juges en 10 rounds par le sud-africain Thabiso Mchunu.
De retour chez les poids lourds, il enchaine 5 victoires contre des faire-valoir en 2014.